# Agoracrito
Agoracrito (in greco antico: Ἀγοράκριτος?, Agorákritos; Paro, V secolo a.C. – ...) è stato uno scultore greco antico attivo ad Atene tra il 450 e il 420 a.C.

## Biografia

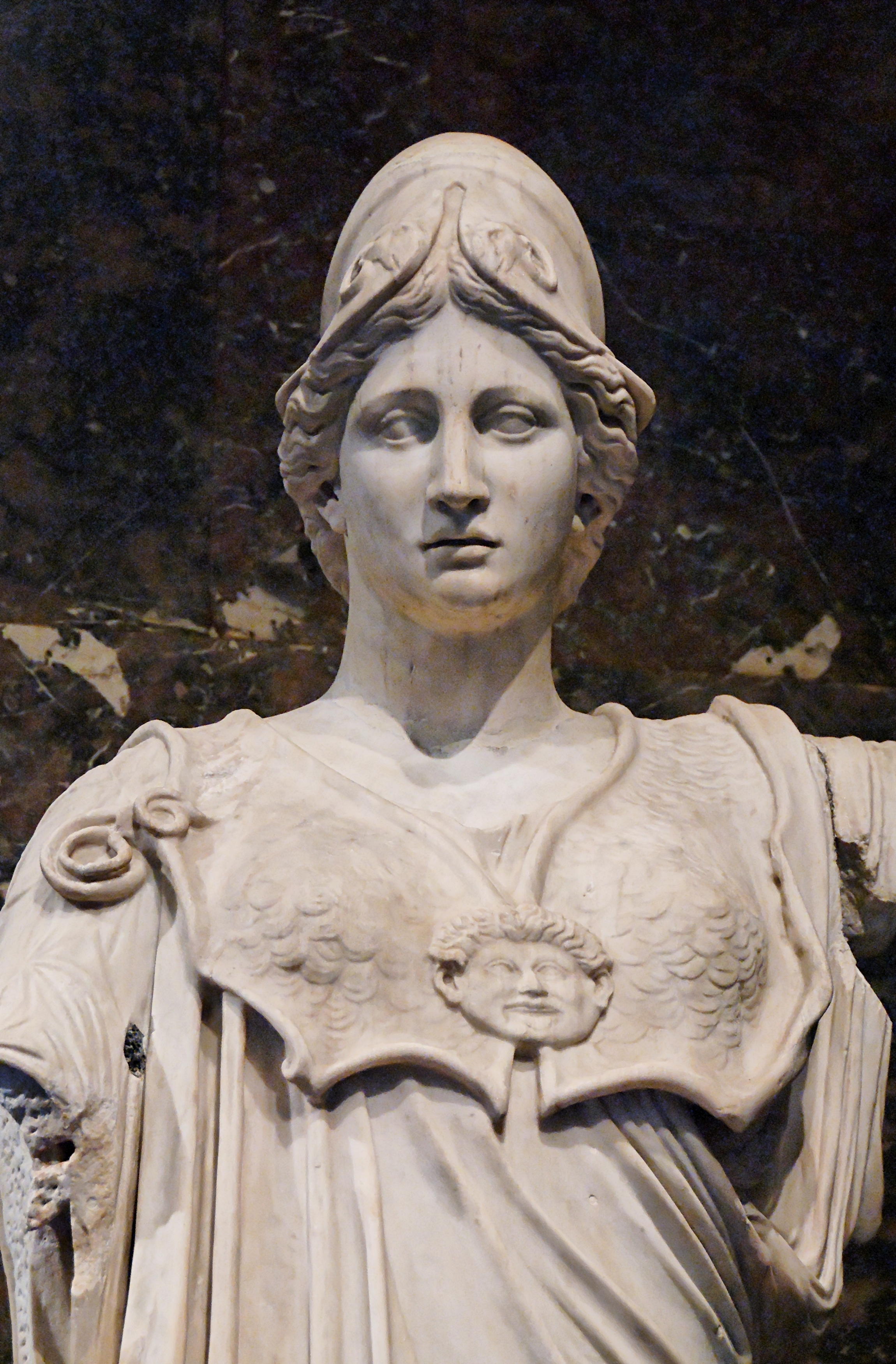
Statua di Atena (copia romana in marmo di un'originale greca in bronzo risalente alla seconda metà del V secolo a.C. probabilmente di Agoracrito).

Dovette trasferirsi ad Atene da Paro verso il 450 a.C.; fu contemporaneo di Alcamene e come quest'ultimo allievo di Fidia il quale, come asserisce Plinio il Vecchio ripetendo notizia variamente diffusa, sembra gli permettesse di firmare le proprie opere ed ebbe una particolare predilezione nei suoi confronti.
Le fonti infatti attribuirono ora a lui ora a Fidia sia la statua della Madre degli dèi nel metroon dell'agorà ateniese, per la quale si esclude la partecipazione di Fidia trattandosi di un culto instaurato ad Atene dopo la peste del 430 a.C., sia la Nemesi di Ramnunte. La statua della Madre degli dei è stata descritta da Arriano (Periplus Ponti Euxini , IX): essa è seduta, tiene in mano un cembalo ed è fiancheggiata da leoni; gli scavi dell'agorà di Atene hanno restituito diverse statuette votive riproducenti questa iconografia. Arriano e Pausania (I, 3-5) attribuiscono questa statua a Fidia, solo Plinio (Nat. hist., XXXVI, 17) la riconduce ad Agoracrito seguendo le proprie fonti di età ellenistica; in questo caso sappiamo che la fonte era Antigono di Caristo e la notizia ci giunge attraverso un passo di Zenobio (5, 82).
La Nemesi di Ramnunte, secondo Plinio, sarebbe stata trasformata da una scultura di Afrodite scolpita per una gara con Alcamene, vinta da quest'ultimo. L'opera è conosciuta attraverso la descrizione fornita da Pausania (I, 33, 2).
Sono inoltre attribuite ad Agoracrito le statue bronzee di Zeus e di Atena per il santuario di Atena Itonia a Koroneia, in Beozia (Paus, IX, 34, 1).

## La Nemesi di Ramnunte
L'opera che maggiormente ha condotto alla ricostruzione della personalità di Agoracrito è la Nemesi per il tempio di Ramnunte, i cui frammenti (già recuperati in parte nel XIX secolo) sono stati riuniti, grazie a nuovi ritrovamenti, a partire dal 1967, consentendo di riconoscere il tipo iconografico della statua di culto già descritta da Pausania in alcune copie di epoca romana (in particolare la copia alla Ny Carlsberg Glyptotek di Copenaghen, Poulsen 1951, cat. 304 a, e la copia del Museo archeologico nazionale di Atene n. inv. 3949). Caduta la possibile attribuzione a Fidia, l'opera viene datata intorno al 430 a.C., sulla base della datazione del tempio di appartenenza e dei confronti con quelle sculture del Partenone attribuibili alla stessa mano. L'opera di ricostruzione ha coinvolto anche il fregio della base, in marmo pentelico, e il coronamento della stessa in pietra di Eleusi. Il fregio riguardava tre dei lati della base ed era collegato al mito di Elena che, come narrato da Pausania, veniva accompagnata da Leda al cospetto di Nemesi.